# Nuevo Rocafuerte
Nuevo Rocafuerte – miasto w Ekwadorze, w prowincji Orellana, siedziba kantonu Aguarico.